# AM-радіо
АМ радіо (англ. AM broadcasting) — технологія радіотрансляції із застосуванням амплітудної модуляції (AM) у середньохвильовому діапазоні. Інколи іменується також середньохвильовим мовленням або середні хвилі (скор. СХ).

## Опис
Протягом 30 років, починаючи з 1920-х років, AM радіо процвітало у так званий «золотий вік радіо». Однак, починаючи приблизно з кінця 1950-х років, FM радіо стало більш популярним для прослуховування музики. Більшість радіостанцій AM сьогодні транслюють новини, розмови, інформацію про дорожній рух і погоду або пропаганду. Деякі станції в АМ можуть працювати лише певний проміжок часу: вдень або вночі.

## Історія мовлення в Україні

### До початкуросійсько-української війни
Станом на 29 вересня 2011 року НРКУ мало ліцензію на мовлення з використанням 31 передавача середньохвильового діапазону. Однак з них лише три  передавачі розповсюджували програму УР-1, охоплюючи 10 % території України, а програма УР-3 поширювалася лише одним середньохвильовим передавачем з охопленням 1 % території України.
Колегія Державного комітету телебачення і радіомовлення України у рішенні № 10/43 від 29.09.2011 року констатувала, що коштів на розповсюдження програм Українського радіо, які передбачаються щороку в державному бюджеті на відповідний рік, було недостатньо. Відтак частка радіомовлення на середніх хвилях в радіоінформаційному просторі країни невпинно скорочувалась. У зв'язку з цим створювалося сприятливе середовище для негативних зовнішніх інформаційних впливів, що завдавало помітної шкоди національній безпеці України.

### Після початкуросійсько-української війни
У 2018 році Національна суспільна телерадіокомпанія України фактично припинила мовлення на середніх хвилях.
1 лютого 2021 року завдяки втручанню Ради національної безпеки і оборони мовлення на середніх хвиля було відновлено на частоті 549 КГц.
Станом на 27 лютого 2022 року Українське радіо здійснювало мовлення у середньохвильовому діапазоні на частотах 549 Кгц, 873 Кгц, 1404 Кгц та 657 Кгц в Чернівецькій області.
Наприкінці листопада 2022 року, тобто вже після початку війни, з ладу вийшов український радіопередавач в Одеській області потужністю 100 кВт, який забезпечував покриття радіосигналом окупованих територій півдня України на частоті 1278 кГц.
З 1 січня 2023 року, за повідомленнями окремих ЗМІ, Україна знову припинила своє середньохвильове мовлення. І це при тому, що найближчі сусіди України: Польща, Румунія, Угорщина, країни Балтії, а також Німеччина, Англія, Франція, США, Китай, Індія — продовжували у великих обсягах вести радіомовлення на середніх хвилях. Восени відновлено частоту 1278 КГц